# Олімпійська збірна Сирії з футболу
Олімпійська збірна Сирії з футболу — футбольна збірна, яка представляє Сирію на Олімпійських іграх. Контролюється Сирійською футбольною асоціацією та Олімпійським комітетом Сирії. Складається з гравців віком до 23 років.
Наразі жодного разу не пробивалась на Олімпійські ігри.